# Dichagyris stenoptera
Dichagyris stenoptera là một loài bướm đêm trong họ Noctuidae.